# Нагірний Ігор Михайлович
Ігор Михайлович Нагірний (нар. 4 червня 1989) — український футболіст, півзахисник.

## Життєпис
Вихованець івано-франківського футболу. Після завершення навчання грав в аматорській команді «Цементник» (Ямниця). 10 квітня 2007 року в сімнадцятирічному віці дебютував у другій лізі в складі івано-франківського «Факела». Влітку того ж року уклав контракт з ужгородським «Закарпаттям». За основний склад не грав. У турнірі дублерів зіграв 7 матчів. Перше коло сезону 2008/09 років провів у львівських «Карпатах». У складі «зелених левів» також грав лише за «молодіжку», причому в кожному з 5 зіграних матчів виходив на поле не більше ніж на 15 хвилин.
Взимку 2009 року став гравцем «Кривбасу». У Кривому Розі провів півтора сезони. За цей час зіграв 35 матчів за «молодіжку», в яких тричі вразив ворота суперників. Двічі зіграв Нагірний у Прем'єр-лізі. Дебют відбувся за три тури до закінчення чемпіонату України 2008/09 16 травня 2009 року в домашньому матчі проти «Дніпра». На 70-й хвилині матчу наставник криворіжців Олег Таран випустив Нагірного на поле замість Сергія Мотуза. У наступному турі проти «Металіста» Ігор замінив Мотуза ще пізніше — на 82-й хвилині. В останньому турі проти «Ворскли» Мотуза по ходу гри замінив Мелащенко, а Нагірний просидів весь матч на лаві запасних. У наступному сезоні футболіст до заявки на матчі Прем'єр-ліги не потрапляв.
Влітку 2010 року Нагірний перейшов з «Кривбасу» в молдовський ФК «Тирасполь». У вищому дивізіоні Молдови дебютував 25 липня 2010 року в матчі першого туру чемпіонату 2010/11 проти «Шерифа». У матчі 9-го туру проти «Олімпії» (Бєльці), вийшовши на поле на 70-й хвилині замість свого співвітчизника Ігора Бридні, забив на 93-й хвилині відзначився першим голом у професіональних командах. Усього за тираспольців зіграв 8 матчів, відзначився 1 голом.
Після повернення в Україну грав в аматорських командах чемпіонату Івано-Франківської області «Газовик» (Богородчани), «Сокіл» (Угринів), «Придністров'я» (Тлумач) та «Гал-Вапно» (Галич), «Старуня» та «Сокіл» (Павлівка). 
У січні 2014 року проходив перегляд у карагандинському «Шахтарі». Брав участь в контрольному матчі проти узбецького «Насафа».
З 2016 року захищає кольори «Козацький Острів» (Чорнолізці).